# CrazySexyCool
CrazySexyCool è il secondo album in studio del trio femminile statunitense TLC, pubblicato verso la fine del 1994 tramite la LaFace Records.
È uno degli album R&B di maggior successo della storia, riuscendo a vendere oltre undici milioni di copie negli Stati Uniti e oltre quindici in tutto il mondo. Inoltre è in assoluto l'album di un gruppo femminile più venduto nella storia negli Usa, mentre a livello globale è secondo solo al primo album delle Spice Girls. È anche l'unico album di un gruppo femminile ad aver superato i dieci milioni di copie negli Usa e ad aver quindi ricevuto il disco di diamante dalla RIAA.
L'album è stato parecchio lodato dalla critica musicale ed è stato inserito in molte classifiche che raccolgono i migliori album degli anni '90 o i migliori album della storia.
Nel 1996 il disco ha ricevuto un Grammy come "Miglior album R&B" e ha ottenuto premi e nomination anche, tra gli altri, ai Soul Train Music Awards e agli American Music Award. L'album ha prodotto quattro singoli che hanno raggiunto tutti le prime cinque posizioni della classifica statunitense, e due di loro la prima posizione.

## Descrizione
CrazySexyCool volle rappresentare un allontanamento dall'album di debutto del gruppo, così come un allontanamento dai collegamenti prevalentemente rap che aveva avuto fino a quel momento il trio. Le canzoni di questo album contengono suoni tipicamente R&B inseriti però in ritmi hip hop movimentati, ma anche soul, funk e persino blues, a seconda del singolo preso in esame.
Anche il contenuto dei testi dell'album è notevolmente distante da Ooooooohhh.... On the TLC Tip, infatti la rivista statunitense Entertainment Weekly scrisse che, rispetto al contenuto lirico del primo album, "carico di hip hop da adolescenti, CrazySexyCool è pieno di sessualità femminile e suoni più adulti."
I testi dell'album toccano temi come il lato sia appassionato che erotico delle relazioni, nonché la giovinezza con la ribellione e i dubbi che essa porta con sé.

## Accoglienza

### Critica
L'album, fin dal momento della sua pubblicazione, venne acclamato quasi all'unanimità dalla critica musicale, nonché dal pubblico.

Sheldon Pearce, critico musicale della rivista Consequence, scrisse per l'album la seguente recensione:
CrazySexyCool era un prodotto ribelle e libero dalle tradizionali norme dell'R&B, che appesantivano notevolmente il genere. Quel nervosismo, quella spavalderia non possono essere sostituiti senza i suoi legami con l'hip hop. C'è qualcosa da dire su quanto suonasse fresco ed equilibrato, quanto fosse diverso e quanto poco sembrasse preoccuparsi di osservare le convenzioni R&B. Per me, quella era metà del fascino: era R&B sensuale con un focoso spirito hip-hop. Insomma, finalmente qualcosa di nuovo e magnifico!

## Riconoscimenti
CrazySexyCool ha ottenuto ai Grammy Awards del 1996 il premio come "Miglior album R&B"; nello stesso anno le TLC ricevettero altre cinque nomination grazie a tre singoli estratti da CrazySexyCool, vincendo anche il premio per "Miglior performance vocale R&B da parte di un gruppo o un duo" grazie a Creep.  L'album è stato nominato agli American Music Award come "Miglior album R&B/Soul" e ha vinto ai Soul Train Music Awards come "Miglior album R&B/Soul di un gruppo".
La rivista Rolling Stone l'ha inserito al 377º posto della sua lista dei 500 migliori album, affermando che "[il gruppo] è emerso con il più effervescente e appassionato R&B/Pop che chiunque avesse visto dai tempi delle Supremes". La rivista l'ha piazzato anche al 43º posto della lista dei 100 migliori album degli anni '90 e al 25º posto della lista top pop album della stessa decade.
Spin, infine, ha inserito l'album in diverse classifiche, tra cui Migliori album del 1995 e 90 migliori album degli anni '90.

## Tracce
1. Intro-lude – 1:03
2. Creep – 4:29
3. Kick Your Game – 4:14
4. Diggin' On You – 4:15
5. Case of the Fake People – 4:05
6. CrazySexyCool - Interlude – 1:42
7. Red Light Special – 5:04
8. Waterfalls – 4:40
9. Intermission-lude – 0:43
10. Let's Do It Again – 4:16
11. If I Was Your Girlfriend – 4:37
12. Sexy - Interlude – 1:35
13. Take Our Time – 4:34
14. Can I Get a Witness - Interlude – 2:57
15. Switch – 3:31
16. Sumthin' Wicked This Way Comes – 4:28